# Ямасіта Такафумі
Ямасі́та Такафу́мі (англ. Takafumi Yamashita; народився 11 листопада 1987, Японія) — японський хокеїст, захисник. Наразі виступає за «Одзі Іглс». У складі національної збірної Японії почав виступати з 2009 року, на чемпіонатах світу — 2010 (дивізіон I).
Виступав за «Одзі Іглс», «Комазава Томакомай» (Komazawa Tomakomai).

## Досягнення
- Переможець Хокейної Ліги Азії (2008, «Іглс»);